# 정규묵
정규묵(1975년  ~ )은 대한민국의 MBC의 보도국 기자이며 주로 스포츠 전문기자로 활동 중이다. 